# Dichonia aprilina
Dichonia aprilina is een vlinder uit de familie van de uilen (Noctuidae). De wetenschappelijke naam is gepubliceerd in 1758 door Linnaeus in de tiende editie van Systema naturae.